# قطعنامه ۸۸۷ شورای امنیت
قطعنامه ۸۸۷ شورای امنیت سازمان ملل متحد که در تاریخ ۲۹ نوامبر ۱۹۹۳ تصویب شد، سندی بین‌المللی دربارهٔ اسرائیل-جمهوری عربی سوریه است. این قطعنامه طی نشست ۳۳۲۰ام با ۱۵ رای موافق، ۰ مخالف و ۰ ممتنع تصویب شد.